# Everson (piłkarz)
Everson Felipe Marques Pires (ur. 22 lipca 1990 w Pindamonhangabie) – brazylijski piłkarz występujący na pozycji bramkarza, od 2020 roku zawodnik Atlético Mineiro.